# Northern Kabuntalan
Northern Kabuntalan (Bayan ng Northern Kabuntalan) är en kommun i Filippinerna. Kommunen tillhör provinsen Shariff Kabunsuan och ligger på ön med samma namn. Folkmängden uppgår till 18 296 invånare.
Northern Kabuntalan är indelat i 11 barangayer.